# Treehouse TV
Treehouse TV er en canadisk kabel-tv-kanal, der ejes af Corus Entertainment. Det blev lanceret den 1. november 1997.